# Басистов, Анатолий Георгиевич
Анатолий Георгиевич Басистов (23 октября 1920, Саратов — 16 сентября 1998, Москва) — советский учёный и конструктор в области радиотехники и электроники, генеральный конструктор НИИ радиоприборостроения (1985—1998), зав. кафедрой МФТИ. Автор трудов по синтезу структур сложных сигналов информационных систем, генерал-лейтенант авиации (1984), член-корреспондент АН СССР (1984, с 1991 — РАН), Герой Социалистического Труда (1968). Лауреат Государственной премии Российской Федерации. Кандидат в члены ЦК КПСС (1986—1990).

## Биография

Могила Басистова на Троекуровском кладбище Москвы.

Родился 23 октября 1920 года в Саратове. В 1938—1941 годах учился в Московском энергетическом институте, затем зачислен в Ленинградскую военно-воздушную академию Красной Армии, которую окончил в 1944. Во время Великой Отечественной войны с августа 1944 года в действующей армии — помощник штурмана по радионавигации 1-го авиационного транспортного полка 2-й авиационной дивизии особого назначения.
В 1947—1950 — старший инженер одного из управлений ВВС Министерства обороны СССР. С 1950 — в КБ-1 Министерства оборонной промышленности, затем в КБ Министерства радиопромышленности по созданию систем противовоздушной обороны, где принимал участие в разработке многоканальной зенитной системы С-25 для ПВО Москвы.
С 1968 работал в Особом конструкторском бюро (ОКБ) «Вымпел» по созданию систем противоракетной обороны (ПРО), участвовал в разработке многоканальной зенитной ракетной системы дальнего действия С-200.
С 1979 главный, а с 1985 — генеральный конструктор, научно-технический руководитель НИИ радиоприборостроения. С 1991 (после увольнения в запас) продолжил работу в той же должности.
Анатолий Георгиевич заведовал кафедрой «Информационные системы» на Факультете радиотехники и кибернетики (ФРТК) Московского физико-технического института.
Основные научные труды Басистова посвящены повышению эффективности фильтрации сигналов и разрешающей способности радиолокационных систем; разработке многофункциональных информационных систем ПРО на основе радиолокационных средств и оптико-электронных устройств, управляемых высокопроизводительными наземными и бортовыми ЭВМ; разработке комплексов систем управления ЛА, поражающими воздушные и космические объекты и др.
Один из авторов концепции обеспечения стратегической безопасности страны и создателей систем противовоздушной обороны (С-25 и С-200). Генеральный конструктор системы противоракетной обороны А-135. Выступал против предложений о консервации этой системы, заявлял: «Если прекратить эксплуатацию хотя бы на год, потом уже восстановить не удастся».
Скончался 16 сентября 1998 года. Похоронен в Москве на Троекуровском кладбище (участок 4).

## Награды
- Герой Социалистического Труда (1968 год — за работы по системе С-200[5]);
- орден Ленина (1968);
- орден Отечественной войны 1-й степени (1985);
- орден Трудового Красного Знамени (1956);
- орден Красной Звезды (1956);
- медали;
- Лауреат Государственной премии Российской Федерации (1997).